# Pio Gorretta
Pio Gorretta (Roma, 31 gennaio 1909 – Verona, 22 aprile 1946) è stato un calciatore italiano, di ruolo terzino.

## Carriera
Giocò per una stagione in Serie A con il Padova nel 1933-1934.
Per il resto della carriera militò in Serie B nel Verona.